# بادي إبسن
بادي إبسن (بالإنجليزية: Buddy Ebsen)‏ مواليد 02 أبريل 1908 في بلفيل، الولايات المتحدة - الوفاة 06 يوليو 2003 في توررانسي، الولايات المتحدة، هو ممثل أمريكي بدأ مسيرته الفنية سنة 1928. امتدت مسيرته الفنية لأكثر من 73 عاما.

## الأعمال
- لحن برودواي لعام 1936
- ساحر أوز
- بونانزا
- الإفطار عند تيفاني
- المتدربون
- كينغ أوف ذا هيل

## وصلات خارجية
- بادي إبسن على موقع IMDb (الإنجليزية)
- بادي إبسن على موقع ألو سيني (الفرنسية)
- بادي إبسن على موقع ميوزك برينز (الإنجليزية)
- بادي إبسن على موقع تيرنر كلاسيك موفيز (الإنجليزية)
- بادي إبسن على موقع أول موفي (الإنجليزية)
- بادي إبسن على موقع قاعدة بيانات برودواي على الإنترنت (الإنجليزية)
- بادي إبسن على موقع قاعدة بيانات برودواي على الإنترنت (الإنجليزية)
- بادي إبسن على موقع قاعدة بيانات الأفلام السويدية (السويدية)
- بادي إبسن على موقع إن إن دي بي (الإنجليزية)
- بادي إبسن على موقع قاعدة بيانات الفيلم (الإنجليزية)
- الموقع الرسمي